# リナマリンシンターゼ
リナマリンシンターゼ(Linamarin synthase、EC 2.4.1.63)は、以下の化学反応を触媒する酵素である。
UDP-グルコース + 2-ヒドロキシ-2-メチルプロパンニトリル{\displaystyle \rightleftharpoons }UDP + リナマリン
従って、この酵素の2つの基質はウリジン二リン酸グルコースと2-ヒドロキシ-2-メチルプロパンニトリル、2つの生成物はウリジン二リン酸とリナマリンである。
この酵素は、グリコシルトランスフェラーゼ、特にヘキソシルトランスフェラーゼに分類される。系統名は、UDP-グルコース:2-ヒドロキシ-2-メチルプロパンニトリル 6-β-D-フルクトシルトランスフェラーゼである。その他よく用いられる名前に、sucrose 6-fructosyltransferase、beta-2,6-fructosyltransferase、beta-2,6-fructan:D-glucose 1-fructosyltransferase等がある。この酵素は、デンプンやスクロースの代謝に関与している。

## 構造
2007年末時点で、この酵素の3個の構造が解明されている。蛋白質構造データバンクのコードは、1OYG、1PT2及び1W18である。